# Yannis Voisard
Yannis Voisard (* 26. července 1998) je švýcarský profesionální silniční cyklista jezdící za UCI ProTeam Tudor Pro Cycling Team.

## Hlavní výsledky
2020
Giro Ciclistico d'Italia
6. místo celkově
2021
Giro Ciclistico d'Italia
7. místo celkově
vítěz 9. etapy
2022
Alpes Isère Tour
 celkový vítěz
Istrian Spring Trophy
5. místo celkově
2023
Národní šampionát
2. místo časovka
Tour de Hongrie
3. místo celkově
vítěz 4. etapy
Giro di Sicilia
7. místo celkově
2024
4. místo Trofeo Serra de Tramuntana